# Referendum w Portugalii w 2007 roku
11 lutego 2007 w Portugalii miało miejsce referendum w sprawie prawa legalizującego zabieg usunięcia ciąży nie starszej niż 10 tygodni. Zorganizowanie referendum w sprawie aborcji było spełnieniem obietnicy złożonej przez rządzącą Partię Socjalistyczną kierowaną przez premiera José Sócratesa.
Według oficjalnych wyników 59,25% głosujących Portugalczyków opowiedziało się za legalizacją przerywania ciąży, a przeciwnych było 40,75% głosujących. Referendum nie może być jednak uznane za wiążące bowiem frekwencja wyniosła 43,61% zamiast wymaganych ponad 50%. Pomimo tego premier José Sócrates oświadczył, że zwróci się do parlamentu z wnioskiem o przeprowadzenie głosowania w sprawie zniesienia zakazu przerywania ciąży, tak aby ustawa została uchwalona przed końcem kadencji parlamentu, która mija w lipcu 2007.

## Pytanie
Pytanie w referendum było następujące:

Czy zgadzasz się z dekryminalizacją dobrowolnego przerywania ciąży w ciągu pierwszych dziesięciu tygodni, w działającej zgodnie z prawem instytucji opieki zdrowotnej?
Dotychczasowa ustawa pozwalała dokonania zabiegu aborcji w ciągu pierwszych 12 tygodni ciąży, gdy zagrożone jest życie lub zdrowie matki, w ciągu pierwszych 16 tygodni, gdy ciąża jest wynikiem gwałtu lub w ciągu pierwszych 24 tygodni gdy płód jest uszkodzony. Według nowej ustawy, jeśli zostałaby uchwalona, to zezwalałby na zabieg usunięcia ciąży na żądanie przed upłynięciem 10 tygodni.

## Stanowiska partii
Lista głównych portugalskich partii według opcji politycznej i ich oficjalnego stanowiska na pytanie w referendum:
- Lewica
  - Portugalska Partia Komunistyczna - za
  - Blok Lewicy - za
  - Zieloni - za
  - Partia Socjalistyczna - za
- Prawica
  - Partia Socjaldemokratyczna - neutralna (stanowisko partii było niejednoznaczne, lider partii Luís Marques Mendes był przeciw)
  - Partia Ludowa - przeciw
  - Ludowa Partia Monarchistyczna  - przeciw

## Sondaże
W grudniu 2006 według sondażu opublikowanego w gazecie Correio da Manhã 61% respondentów wyrażało głos poparcia dla pytania w referendum, przeciw było 26%, a niezdecydowanych 12%. Według wcześniejsze sondażu, z października 2006 wynik był podobny do grudniowego. W styczniu 2007 poparcie w referendum deklarowało 38% społeczeństwa, a 28% było przeciw.

## Historia
W 1998 roku odbyło się referendum o tym samym pytaniu, w tym czasie 50,07% Portugalczyków było przeciw i 48,28% za.

## Wyniki referendum

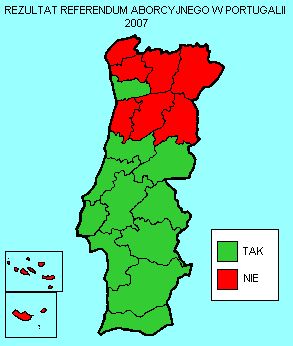
Wyniki referendum według dystryktów

| Głosy              | Liczba głosów | %      |
| ------------------ | ------------- | ------ |
| Za:                | 2 238 053     | 59,25% |
| Przeciw:           | 1 539 078     | 40,75% |
| Puste:             | 48 185        | 0,55%  |
| Nieważne:          | 26 297        | 0,30%  |
| Nie oddane:        | 4 981 015     | 56,39% |
| Frekwencja: 43,61% |               |        |